# کلمن، آلبرتا
کلمن، آلبرتا (به انگلیسی: Coleman, Alberta) یک منطقهٔ مسکونی در کانادا است که در آلبرتا واقع شده‌است. کلمن ۱٬۴۷۵ نفر جمعیت دارد و ۱٬۳۲۰ متر بالاتر از سطح دریا واقع شده‌است.